# محمود ضرابی
محمود ضرابی (۲۳ اسفند ۱۳۲۵ – ۸ مهر ۱۴۰۲) سرتیپ دوم خلبان مک‌دانل داگلاس اف-۴ فانتوم ۲ نیروی هوایی ارتش ایران بود، که در خلال جنگ ایران و عراق، از خلبانان جنگنده نیروی هوایی ارتش به‌شمار می‌آمد. ضرابی در سال ۱۳۴۶ وارد دانشکده خلبانی نیروی هوایی ارتش شد و دوره خلبانی اف-۴ را در آمریکا دید، در سال ۱۳۴۹ به ایران بازگشت و فعالیت رسمی در نیروی هوایی شاهنشاهی ایران را آغاز کرد. همزمان با آغاز جنگ ایران و عراق، جانشینی معاونت عملیات پایگاه ششم شکاری بوشهر را برعهده داشت. وی از خلبانان عمل‌کننده در عملیات کمان ۹۹ بود و در طول جنگ نیز در عملیات‌های مختلف حضور فعال داشت.